# AD-ROPS
El AD-ROPS es el acrónimo de Automatic Desplegable Roll Over Protection Structure, o dicho en español, Sistema Automático de Protección Contra el Vuelco. Es un tipo es específico de ROPS, en el cual, su principal característica, es que en condiciones normales, se puede encontrar en una posición de reposo (o plegado), y en caso de riesgo de vuelco, se despliega a su posición operativa en un tiempo inferior al del vuelco del vehículo.
Su finalidad principal es proteger al conductor de vehículos de ocio y trabajo, como también a vehículos y maquinaria de tipo agrícola, maquinaria de obra pública, de trabajo en praderas, o similares, en los cuales existe un riesgo de vuelco del vehículo, y que deben llevar un ROPS, pero que sin embargo, por razón del pequeño tamaño que o que debido a varios inconvenientes en que esté continuamente desplegado, se suele tener desmontado o permanentemente en situación de plegado (por ejemplo, que su altura dificulte el paso debajo de árboles, o bien a la entrada y salida de naves).
Es por ello que en la actualidad existe una gran preocupación para desarrollar un sistema fiable de AD-ROPS, que permita tanto a vehículos de pequeño tamaño (inferior a 400 kg) como a aquellos en que el vehículo tenga que pasar por debajo de distintos obstáculos, que el sistema ROPS no entorpezca su utilización, pero que sin embargo, a la hora de producirse el vuelco, el sistema se despliegue de tal forma que prevenga o disminuya los daños y lesiones derivados del mismo

## Historia
En el año 2000, la División de Investigación de Seguridad del Instituto Nacional de Seguridad y Salud Laboral de Estados UnidosLa, comenzó a desarrollar la primera estructrura AD-ROPS, a la cual denominaron NIOSH AutoROPS que consistía en una estructura desplazable, la cual estaba presurizada por unos muelles sujetos por un bulón y que en caso de vuelco, un dispositivo pirotécnico liberaba estos bulones, por lo que se desplegaba de forma automática.
En el año 2005, en la Universidad de Ankara, se empezó a diseñar un sistema denominado "Anchor System" en el cual hay dos barras desplazables situadas en la parte superior de un ROPS, de tal forma que en caso de riesgo de vuelco, se incrementa la anchura del ROPS y con ello se minimiza la posibilidad del vuelco.
En el año 2008, en Italia, la empresa Costruzioni Mecchaniche D'Eusanio también desarrolló un sistema hidráulico para la elevación del ROPS
En el año 2013, en España, se está desarrollando el sistema Air-Rops, basado en un sistema con infladores, con una velocidad de despliegue inferior a 200 ms y que realiza el despliegue en dos direcciones ampliando además la zona de seguridad
En la actualidad, en España, se están desarrollando dos sistemas
- Universidad Politécnica de Cartagena. Está desarrollando un arco de seguridad abatible, utilizando un sistema hidráulico, el cual se podrá colocar en diferentes tractores

- Universidad Pública de Navarra. Está desarrollando un arco de seguridad desplegable en dos dimensiones de accionamiento pirotécnico, denominado E2D-ROPS, el cual incrementa tanto la altura como su anchura en caso de activación

## Tipos de AD-ROPS
Los ROPS se pueden considerar de tres categorías en función de su despliegue, si bien los AD-ROPS estarían en la categoría II y III. Hay que entender que el tiempo de vuelco se estima en 0,7 segundos
Categoría I: El despliegue del ROPS depende de la voluntad del operario el cual, debe, con o sin asistencia, desplegar la estructura. Su tiempo de despliegue es en general superior a los 3 segundos, que es muy superior al de vuelco.

Categoría II: La estructura se despliega automáticamente y de manera suave cuando se detecta una posible condición de vuelco. Este sistema tiene como ventaja que es recuperable si no ha habido vuelco. En este sistema el tiempo de activación ronda el segundo, por lo que para que sea plenamente efectivo, debe activarse antes del vuelco real, y se debe activar previo al mismo.

Categoría III: La estructura se despliega automática a alta velocidad cuando se produce una condición de vuelco irreversible. Este sistema tiene como ventaja que su activación es muy rápida y sólo se produce en caso de condición de vuelco. En este sistema el tiempo de activación es inferior a los 500 ms, por lo que es plenamente efectivo en situación de vuelco

## Componentes del sistema
Un sistema AD-ROPS se basa principalmente en tres componentes
1 - Sistema físico: Es lo que constituye el ROPS propiamente dicho, así como de los distintos componentes que requieren su activación y enclavamiento. Este sistema, en su posición de despliegue, debe cumplir la distinta normativa legal, en función de su uso. Por ejemplo, para tractores y en el ámbito de la OCDE, se basa en los CODE las pruebas que se deben superar para la homologación

2 - Sistema electrónico: Constituye los sensores para determinar el riesgo de vuelco, junto a otros parámetros de seguridad, así como la electrónica necesaria para la activación del dispositivo. Suele incluir además sistemas de aviso para el conductor, de tal manera que sepa la operatividad del sistema, o la aproximación a la zona de peligro. En general, los sensores son de inclinación, velocidad, cinturón de seguridad y de contacto del conductor

3 - Algoritmo de activación: Constituye el programa informático que determina el riesgo de vuelco en función de la información suministrada por los sensores.